# Acacia acutistipula
Acacia acutistipula é uma espécie de leguminosa do gênero Acacia, pertencente à família Fabaceae.